# Yordanis Despaigne
Yordanis Despaigne Herrera (ur. 12 lutego 1980 w El Caney) – kubański bokser, dwukrotny brązowy medalista mistrzostw świata.

## Kariera amatorska
W 2001 roku zdobył brązowy medal podczas mistrzostw świata w Belfaście. W półfinale pokonał go Utkirbek Haidarow z Uzbekistanu.
W 2003 roku zdobył brązowy medal podczas mistrzostw świata w Bangkoku. W półfinale, przegrywając z Giennadijem Gołowkinem. Jeszcze tego samego roku zdobył srebrny medal podczas igrzysk panamerykańskich, przegrywając w finale z reprezentantem gospodarzy Juanem José Ubaldo.
W 2004 roku startował na igrzyskach olimpijskich w Atenach. Despaigne w pierwszej walce pokonał Jeana Pascala, w drugiej Károly'ego Balzsaya, a w ćwierćfinale pokonał go Andre Dirrell.

## Kariera zawodowa
Jako zawodowiec zadebiutował 22 maja 2009 roku, pokonując jednogłośnie na punkty Roberta Campbella. Do końca 2010 roku wygrał kolejnych 6 walk, pokonując m.in. byłego mistrza świata Richarda Halla.
4 marca 2011 doznał pierwszej porażki w karierze. Despaigne został pokonany wysoko na punkty przez Ukraińca Ismaila Siłłacha.
29 lipca 2011 pokonał przez dyskwalifikację Kolumbijczyka Edisona Mirandę, a jeszcze tego samego roku niespodziewanie przegrał na punkty z Amerykaninem Corneliusem White'em.